# Malik Rumeau
Malik Rumeau (* 20. Juni 1977 in Corbeil-Essonnes) ist ein französischer Drehbuchautor und Dramaturg.

## Leben
Rumeau wuchs in Corbeil-Essonnes auf, wo er das Lycée Robert Doisneau besuchte. Er studierte an der École Internationale de Théâtre Jacques Lecoq und der Académie Nationale des Arts de l’Inde du Sud (Kerala Kalamandalam). Von 2002 bis 2007 wirkte er am Théâtre Gérard-Philipe in Saint-Denis, das zu der Zeit von Alain Ollivier geleitet wurde, als Choreograf und Schauspieler an zahlreichen Inszenierungen mit. Es folgte eine mehrjährige Theatertournee mit Pierre Corneilles Cid, bei der er als Schauspieler und Szenenbildner tätig war. Mit der Theatergruppe Momentum Theater folgte eine Inszenierung von Lewis Carrolls Jabberwocky, mit der die Gruppe 2010 ebenfalls auf Tournee ging. Weitere Inszenierungen an verschiedenen Theatern Frankreichs folgten. Im Jahr 2014 gründete Rumeau in seiner Heimatstadt die Theatergruppe Interférences, die im Théâtre de Corbeil-Essonnes ihre Spielstätte fand und unter anderem 2016 Victor Hugos Ruy Blas auf die Bühne brachte.
Neben seiner Arbeit am Theater hat Rumeau mit Houda Benyamina im Bereich Film zusammengearbeitet. Gemeinsam schrieben sie das Drehbuch für Benyaminas Kurzfilm Sur la route du paradis, der 2011 erschien. Benyamina, Romain Compingt und Rumeau verfassten zudem das Drehbuch zum Film Divines, der im Mai 2016 auf den Internationalen Filmfestspielen von Cannes uraufgeführt wurde. Für Divines wurden Rumeau, Benyamina und Compingt 2017 für einen César in der Kategorie Bestes Originaldrehbuch nominiert.

## Filmografie
- 2011: Sur la route du paradis (Kurzfilm)
- 2016: Divines